# Кондратово (Даниловский район)
Ко́ндратово — деревня в Даниловском районе Ярославской области. Входит в Даниловское сельское поселение. 

## География
Находится в 20 км от Данилова в 1 км от автомобильной дороги Череповец — Данилов на реке Лунка. Единственная улица деревни — Подгорная.

## Население
| 2007 | 2010 |
| ---- | ---- |
| 11   | ↗13  |